# Дипломатически мисии на Пакистан
Това е списък на всички посолства и консулства на Пакистан.

## Европа
- Австрия
  - Виена (посолство)
- Азербайджан
  - Баку (посолство)
- Белгия
  - Брюксел (посолство)
- Босна и Херцеговина
  - Сараево (посолство)
- България
  - София (посолство)
- Великобритания
  - Лондон (представителство)
  - Манчестър (генерално консулство)
  - Бирмингам (консулство)
  - Брадфорд (консулство)
  - Глазгоу (консулство)
- Германия
  - Берлин (посолство)
  - Франкфурт (генерално консулство)
- Гърция
  - Атина (посолство)
- Дания
  - Копенхаген (посолство)
- Ирландия
  - Дъблин (посолство)
- Испания
  - Мадрид (посолство)
- Италия
  - Рим (посолство)
  - Милано (генерално консулство)
- нидерландия
  - Хага (посолство)
- Норвегия
  - Осло (посолство)
- Полша
  - Варшава (посолство)
- Португалия
  - Лисабон (посолство)
- Румъния
  - Букурещ (посолство)
- Русия
  - Москва (посолство)
- Сърбия
  - Белград (посолство)
- Украйна
  - Киев (посолство)
- Унгария
  - Будапеща (посолство)
- Франция
  - Париж (посолство)
- Чехия
  - Прага (посолство)
- Швейцария
  - Берн (посолство)
- Швеция
  - Стокхолм (посолство)

## Северна Америка
- Канада
  - Отава (представителство)
  - Монреал (генерално консулство)
  - Торонто (генерално консулство)
- Куба
  - Хавана (посолство)
- Мексико
  - Мексико (посолство)
- САЩ
  - Вашингтон (посолство)
  - Лос Анджелис (генерално консулство)
  - Ню Йорк (генерално консулство)
  - Хюстън (консулство)
  - Чикаго (консулство)

## Южна Америка
- Аржентина
  - Буенос Айрес (посолство)
- Бразилия
  - Бразилия (посолство)

## Африка
- Алжир
  - Алжир (посолство)
- Египет
  - Кайро (посолство)
- Зимбабве
  - Хараре (посолство)
- Кения
  - Найроби (представителство)
- Либия
  - Триполи (посолство)
- Мавриций
  - Порт Луи (представителство)
- Мароко
  - Рабат (посолство)
- Нигер
  - Ниамей (посолство)
- Нигерия
  - Абуджа (представителство)
- Сенегал
  - Дакар (посолство)
- Судан
  - Хартум (посолство)
- Тунис
  - Тунис (посолство)
- РЮА
  - Претория (представителство)

## Близък изток
- Бахрейн
  - Манама (посолство)
- Ирак
  - Багдад (посолство)
- Иран
  - Техеран (посолство)
  - Мешхед (консулство)
  - Захедан (консулство)
- Йемен
  - Сана (посолство)
- Йордания
  - Аман (посолство)
- Катар
  - Доха (посолство)
- Кувейт
  - Кувейт (посолство)
- Ливан
  - Бейрут (посолство)
- Обединени арабски емирства
  - Абу Даби (посолство)
  - Дубай (генерално консулство)
- Оман
  - Маскат (посолство)
- Саудитска Арабия
  - Рияд (посолство)
  - Джида (генерално консулство)
- Сирия
  - Дамаск (посолство)
- Турция
  - Анкара (посолство)
  - Истамбул (генерално консулство)

## Азия
- Афганистан
  - Кабул (посолство)
  - Джалалабад (генерално консулство)
  - Кандахар (генерално консулство)
  - Мазари Шариф (генерално консулство)
  - Херат (генерално консулство)
- Бангладеш
  - Дака (представителство)
- Бруней
  - Бандар Сери Бегаван (представителство)
- Виетнам
  - Ханой (посолство)
- Индия
  - Ню Делхи (представителство)
- Индонезия
  - Джакарта (посолство)
- Казахстан
  - Алмати (посолство)
- Камбоджа
  - Пном Пен (посолство)
- Киргизстан
  - Бишкек (посолство)
- Китай
  - Пекин (посолство)
  - Хонконг (генерално консулство)
  - Шанхай (генерално консулство)
- Малайзия
  - Куала Лумпур (представителство)
- Малдиви
  - Мале (представителство)
- Мианмар
  - Янгон (посолство)
- Непал
  - Катманду (посолство)
- Северна Корея
  - Пхенян (посолство)
- Сингапур
  - Сингапур (представителство)
- Таджикистан
  - Душанбе (посолство)
- Тайланд
  - Банкок (посолство)
- Туркменистан
  - Ашхабад (посолство)
- Узбекистан
  - Ташкент (посолство)
- Филипини
  - Манила (посолство)
- Шри Ланка
  - Коломбо (представителство)
- Южна Корея
  - Сеул (посолство)
- Япония
  - Токио (посолство)

## Океания
- Австралия
  - Канбера (представителство)
  - Сидни (генерално консулство)
- Нова зеландия
  - Уелингтън (представителство)

## Междудържавни организации
- - Брюксел - ЕС
  - Виена - ООН
  - Женева - ООН
  - Найроби - ООН
  - Ню Йорк - ООН
  - Париж - ЮНЕСКО
  - Рим - ФАО